# Jeyawati
Jeyawati — род птицетазовых динозавров из группы гадрозавроидов, живших в меловом периоде (около 93,5—89,3 миллионов лет назад), на территории нынешней Северной Америки. Окаменелости гадрозавроида были найдены в округе Катрон (Catron County) штата Нью-Мексико. Впервые описан палеонтологами из университета Пенсильвании Вульфом (Wolfe) и Кирклендом (Kirkland) в 2010 году. Представлен одним видом — Jeyawati rugoculus.
Впервые останки динозавра были найдены в 1996 году в геологической формации Морено-Хилл. В общем каталоге динозавров голотип указан как МСМ P4166. Jeyawati rugoculus передвигался на четырёх конечностях, однако мог подниматься и на две ноги. По словам специалистов, определить точный размер динозавра по имеющимся останкам довольно трудно. Скорее всего он достигал в длину 4—5 метров.
Кладистической анализ останков Jeyawati показывает, что данный динозавр был более примитивен, чем Shuangmiaosaurus, Telmatosaurus и Bactrosaurus, но более развит чем Eolambia, Probactrosaurus и Protohadros.